# Tichodroma (журнал)
Tichodroma науковий журнал з орнітології видається і розповсюджується Словацьким Орнітологічним Товариством/BirdLife Slovakia у кооперації з Institute of Forest Ecology Словацької Академії наук, Зволен.
Журнал виходить у світ один раз на рік і публікує орнітологічні статті і короткі новини з Словаччини. Статті друкуються чеською і англійською мовами з німецькими і англійськими резюме.